# Aniceto Reinaga Gordillo
Aniceto Reinaga Gordillo, (Siglo XX, Bolivia, 1940 - 8 de octubre de 1967, Quebrada de Yuro, Bolivia) fue un guerrillero boliviano que integró la Guerrilla de Ñancahuazú comandada por Ernesto Che Guevara en 1966-1967 en el sudeste de Bolivia. Murió en combate.

## Biografía
Aniceto Reinaga nació en 1940 en el distrito de Siglo XX en una familia de mineros. Realizó sus estudios secundarios en la Escuela Normal de La Paz y fue miembro de la dirección nacional de la Juventud Comunista de Bolivia. Luego de la Revolución cubana se trasladó a Cuba para estudiar. 

### Guerrilla de Ñancahuazú y muerte
Luego de la fallida experiencia del Congo, el Che Guevara organizó un foco guerrillero en Bolivia, donde instaló a partir del 3 de noviembre de 1967, en una zona montañosa cercana a la ciudad de Santa Cruz de la Sierra, en una área que atraviesa el río estacional Ñancahuazú, afluente del importante río Grande (Bolivia).
El grupo guerrillero tomó el nombre de Ejército de Liberación Nacional (ELN) de Bolivia con secciones de apoyo en Argentina, Chile y Perú.
Aniceto Reinaga revistó en la columna de vanguardia comandada por Ernesto Guevara. Murió combatiendo el 8 de octubre de 1967 en la Quebrada de Yuro. En el mismo combate fue herido y capturado Ernesto Guevara, para ser trasladado a La Higuera y ser fusilado clandestinamente al día siguiente.
Los restos de Aniceto Reinaga fueron expuestos al público en Vallegrande y luego enterrados, también clandestinamente, en una fosa común junto a los de Ernesto Guevara y otros cinco guerrilleros muertos entre el 8 y el 9 de octubre. 
El cuerpo fue hallado el 12 de julio de 1997, y reposan en el Memorial de Ernesto Guevara en Santa Clara, Cuba.